# Ngô Đôn Nghĩa
Ngô Đôn Nghĩa (giản thể: 吴敦义; phồn thể: 吳敦義; bính âm: Wú Dūnyì; sinh ngày 30 tháng 1 năm 1948) là một chính trị gia người Đài Loan. Ông là đảng viên của Quốc Dân đảng và đã được bầu làm phó Tổng thống trong cuộc bầu cử tổng thống năm 2012 với 51,5% số phiếu.

## Tiểu sử
Ngô Đôn Nghĩa sinh ra tại trấn Thảo Đồn, huyện Nam Đầu, Đài Loan. Ông đã tốt nghiệp Đại học Quốc lập Đài Loan và có bằng cử nhân lịch sử vào năm 1970. Ông đã kết hôn với bà Thái Linh Di và có ba con trai và một con gái.

## Chính trị
Ngô Đôn Nghĩa được cử làm thị trưởng Cao Hùng, thành phố quan trọng thứ hai tại Đài Loan từ năm 1990 đến năm 1994, sau đó thông qua bầu cử, ông tiếp tục nắm giữ cương vị này trong nhiệm kỳ 1994-1998. Tuy nhiên, trong cuộc bầu cử thị trưởng năm 1998, ông đã bị Tạ Trường Đình của Đảng Dân Tiến đánh bại. Ông từng giữ chức vụ bí thư trưởng của Quốc Dân đảng từ đầu năm 2007 đến cuối năm 2009.
Ngô Đôn Nghĩa được tổng thống Mã Anh Cửu chỉ định kế nhiệm Lưu Triệu Huyền giữ chức Viện trưởng Hành chính viện vào ngày 8 tháng 9 năm 2009. Lưu Triệu Huyền cùng nội các đã từ chức đồng loạt vào ngày 10 tháng 9, và ông đảm nhiệm vị trí này từ đó đến tháng 5 năm 2012. Ngày 19 tháng 6 năm 2011, ông đã chấp nhận lời đề nghị của tổng thống Mã Anh Cửu về việc sẽ trở thành ứng cử viên phó Tổng thống trong cuộc bầu cử vào năm 2012.